# 泉 (秋田市)
泉（いずみ）は秋田県秋田市にある地域名。郵便番号は010-0811他。泉北、泉菅野、泉中央、泉南、泉一ノ坪、泉釜ノ町、泉馬場、泉東町、泉三嶽根で構成される。

## 概要
史記によると、江戸時代以前は泉郷村、以降は秋田郡泉村と称していた。1625年に楢山から泉山五庵山に天徳寺が移転してきた。同山から湧き出る水を利用して水田開発が進んでいった。1874年には、一ノ坪に旭川小学校の前身である北泉学校が創立された。奥羽本線で東部と西部に大きく二分される地域であり、秋田貨物駅を中心に一大物流拠点となってきた。近年では、住宅地開発が著しく、泉外旭川駅が開業するなどした。　北西で外旭川、西で八橋、南で保戸野、東に手形、旭川に接する。1989年から始まった「泉の夏まつり」は手作りの地域祭りとしては県内最大と言われている。

## 教育
- 秋田市立泉小学校
- 秋田市立旭川小学校
- 秋田市立泉中学校

## ギャラリー

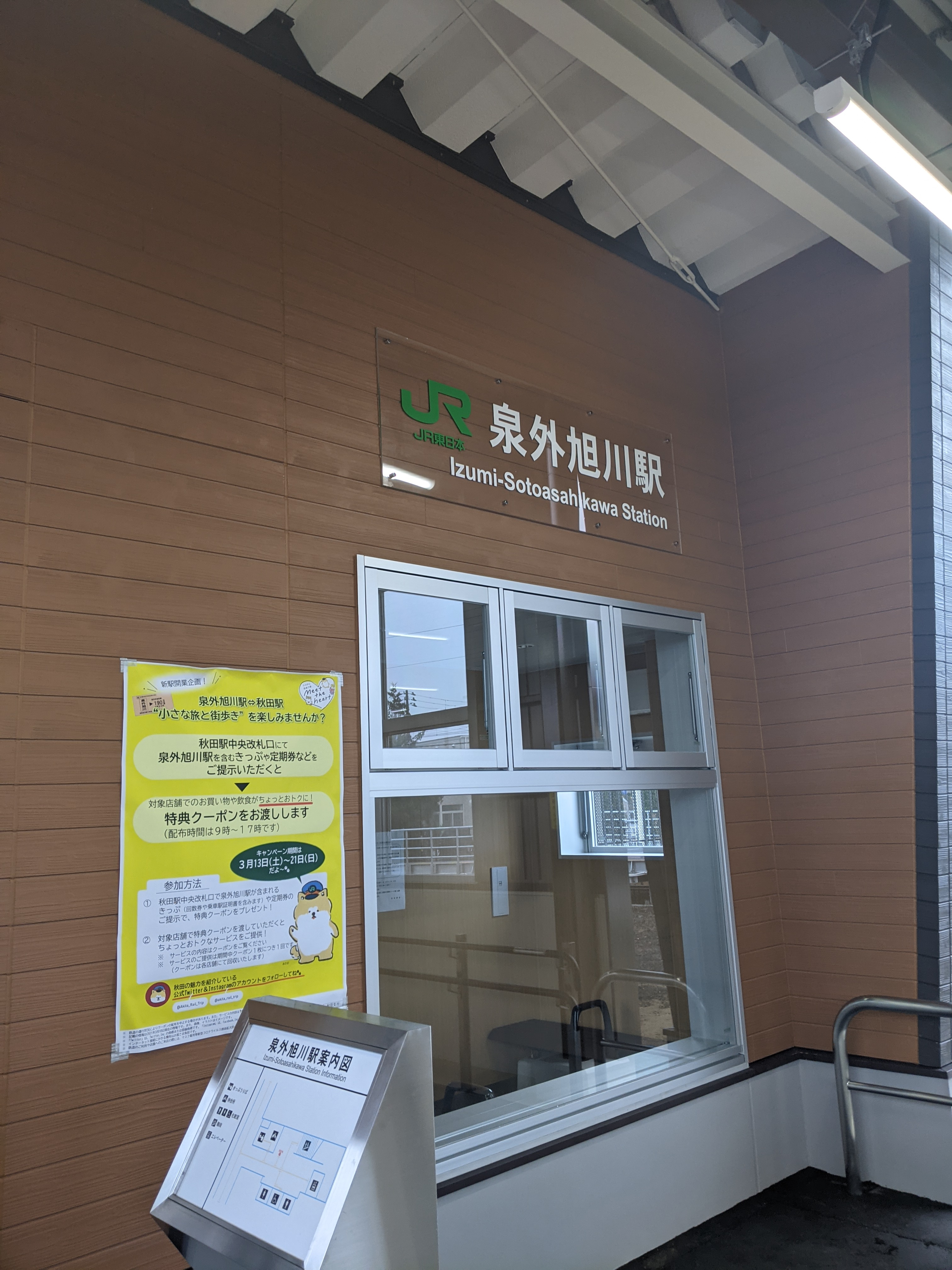
泉外旭川駅
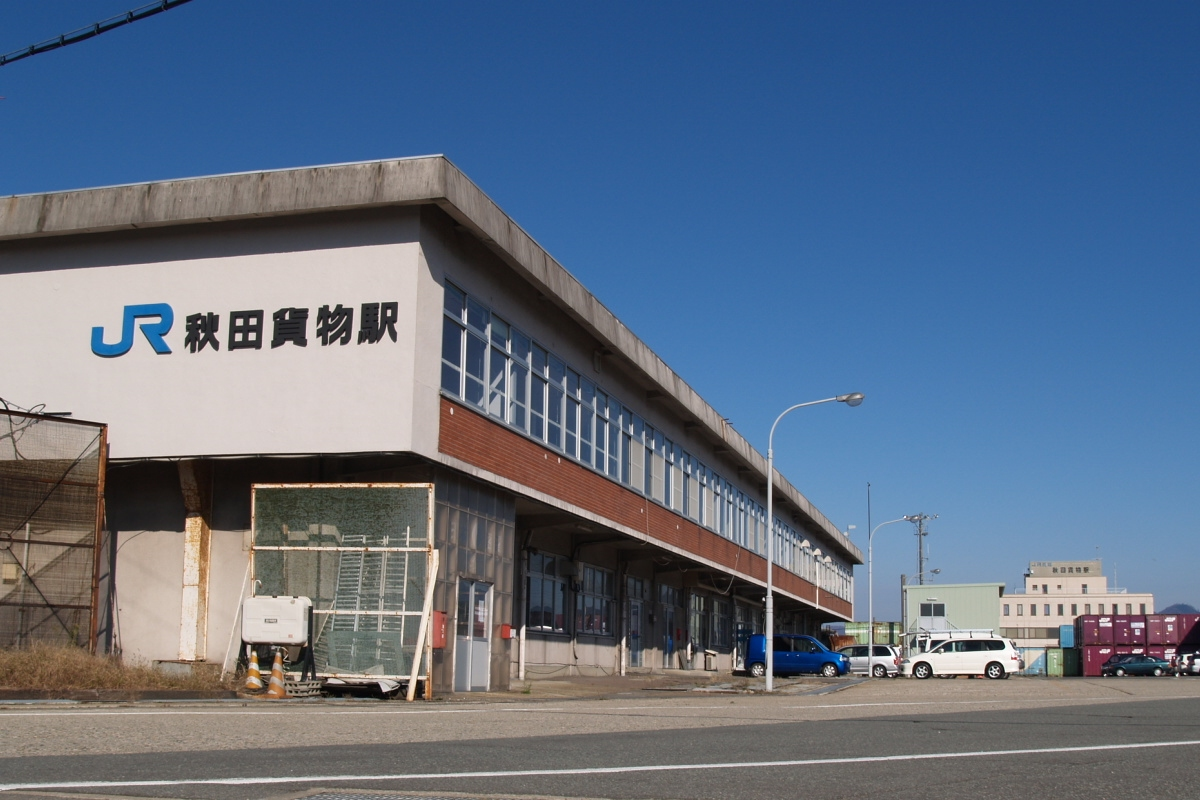
秋田貨物駅
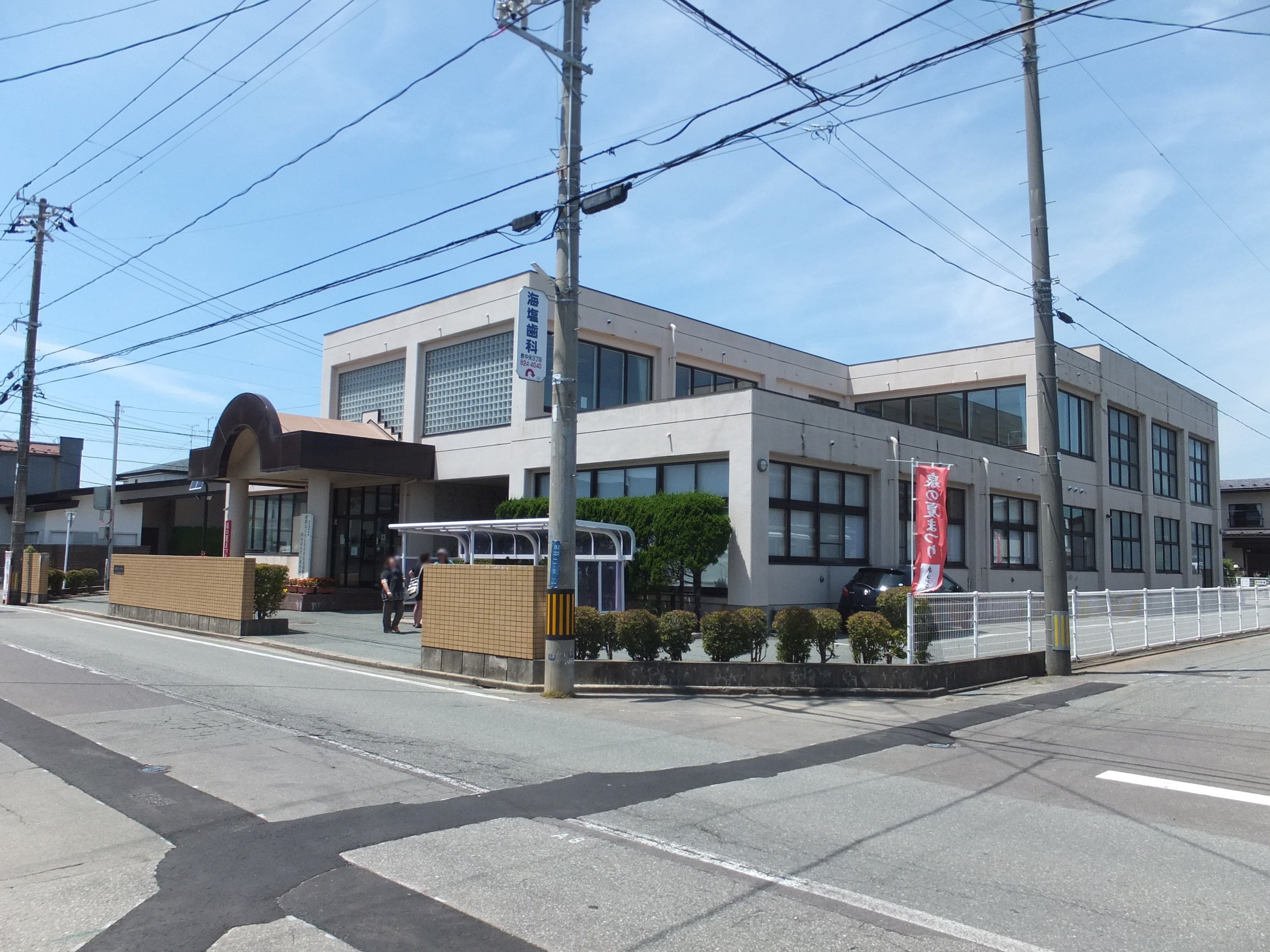
泉地区コミュニティセンター
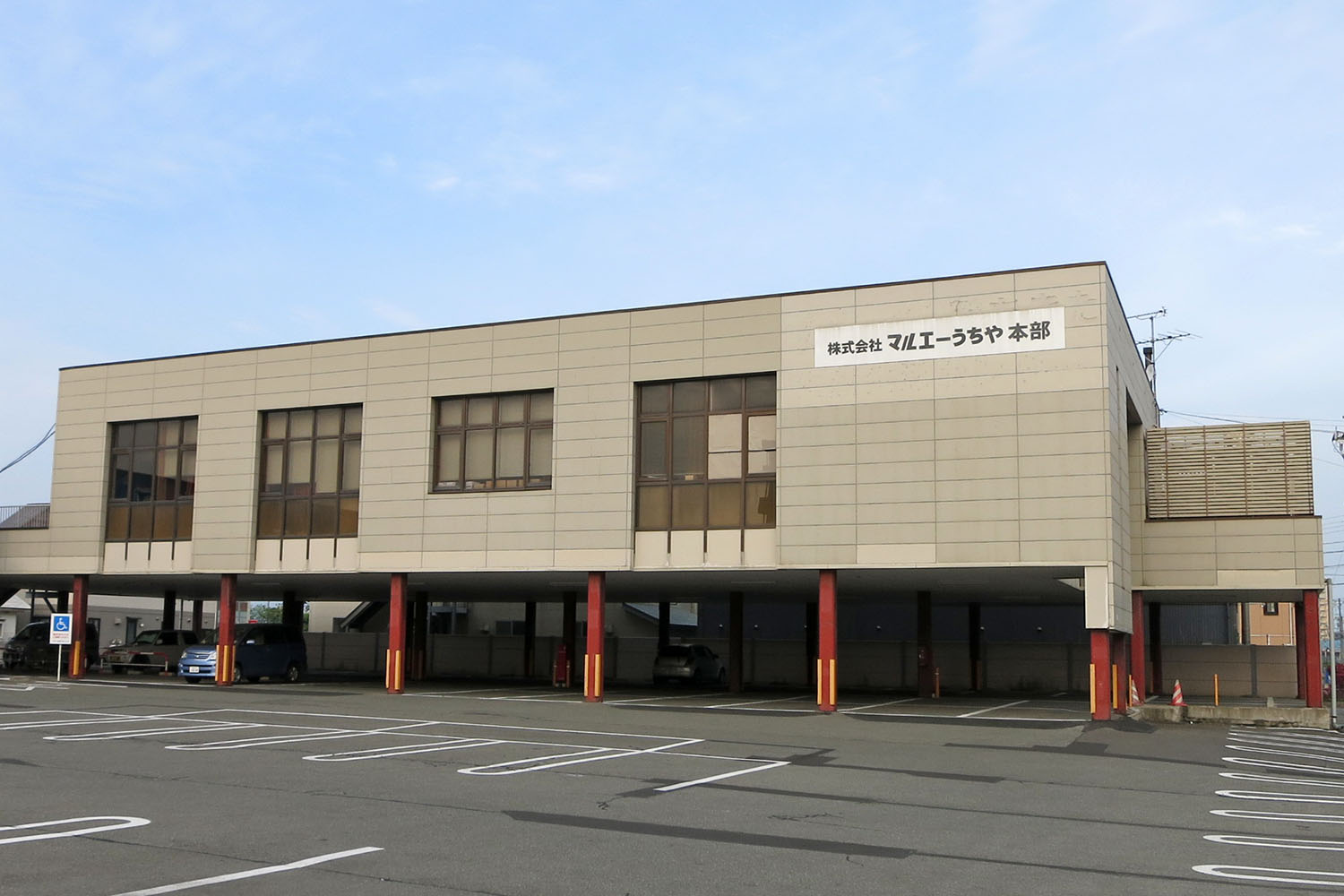
マルエーうちや本社
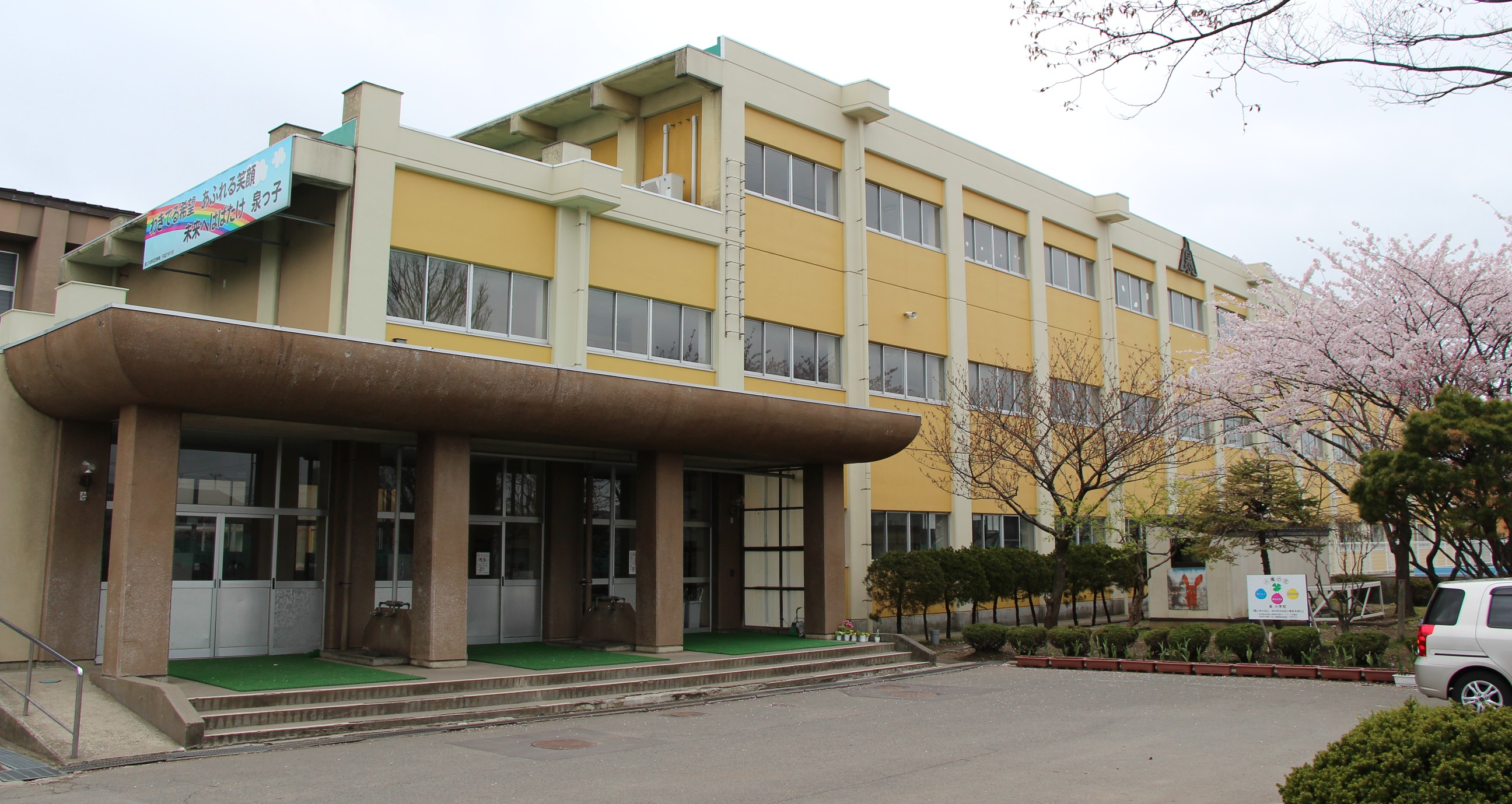
秋田市立泉小学校
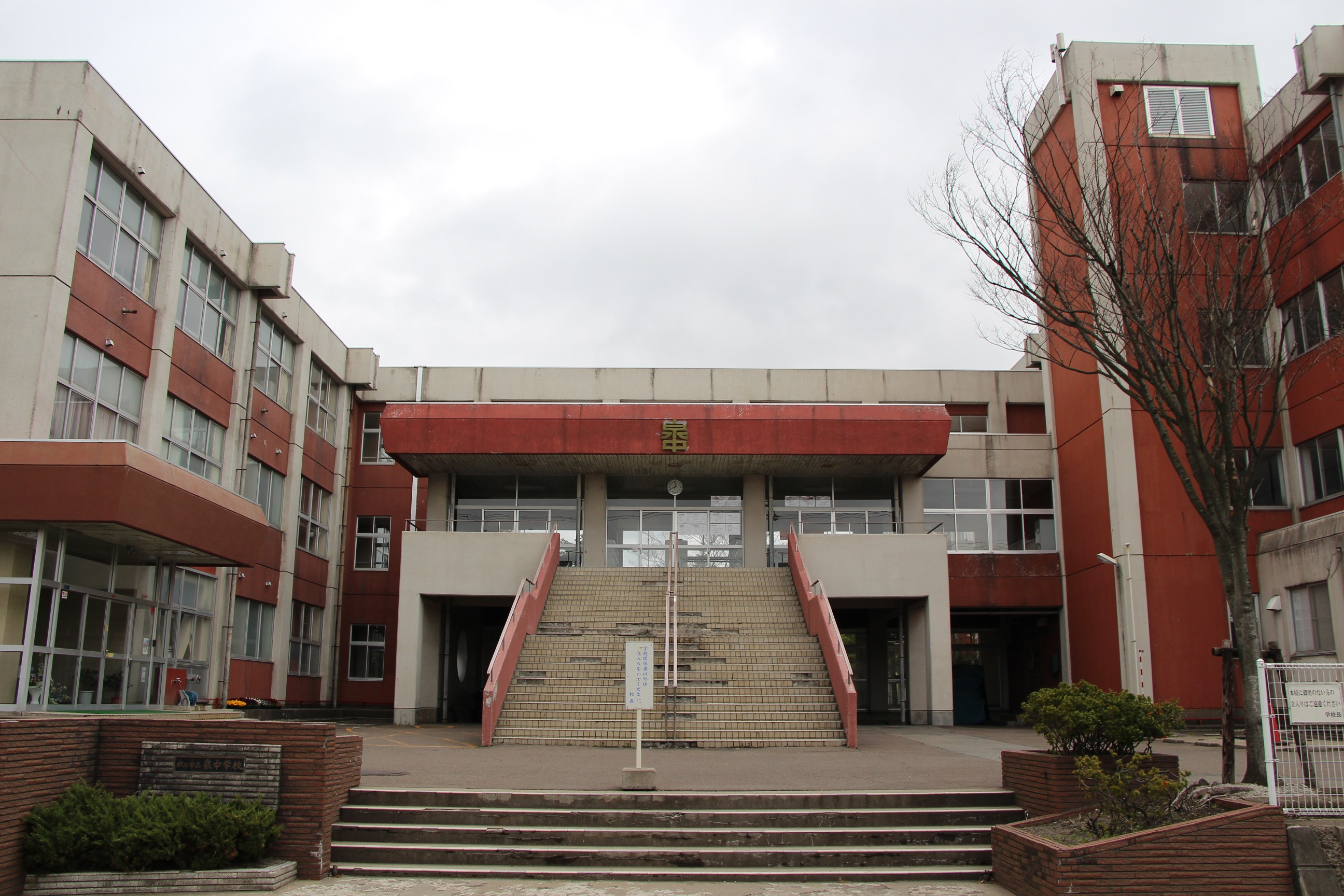
秋田市立泉中学校
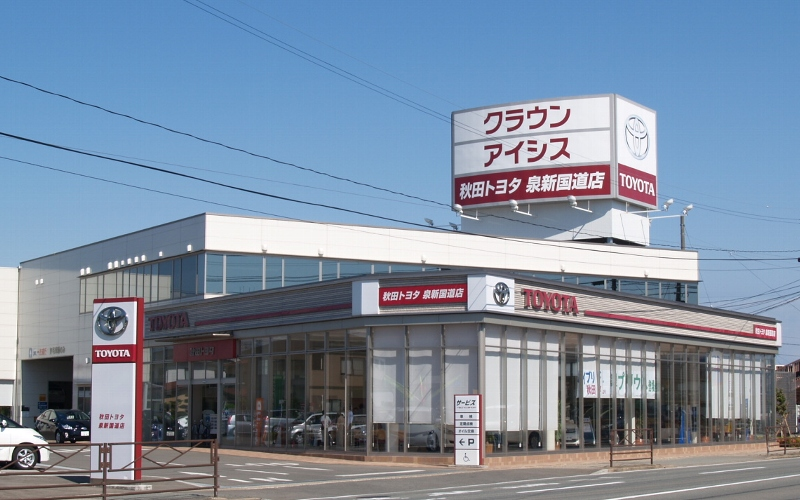
秋田トヨタ自動車泉新国道店
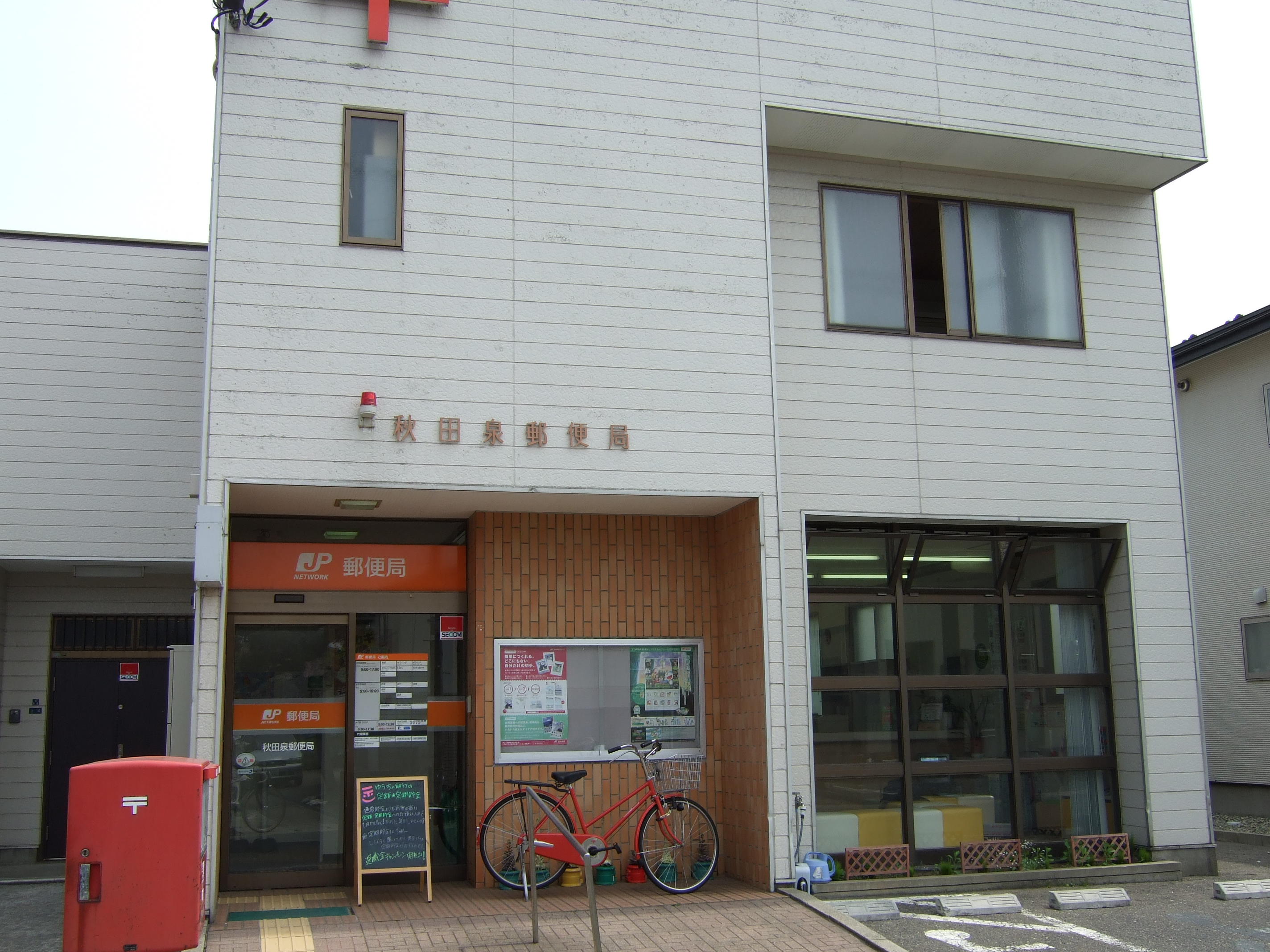
秋田泉郵便局
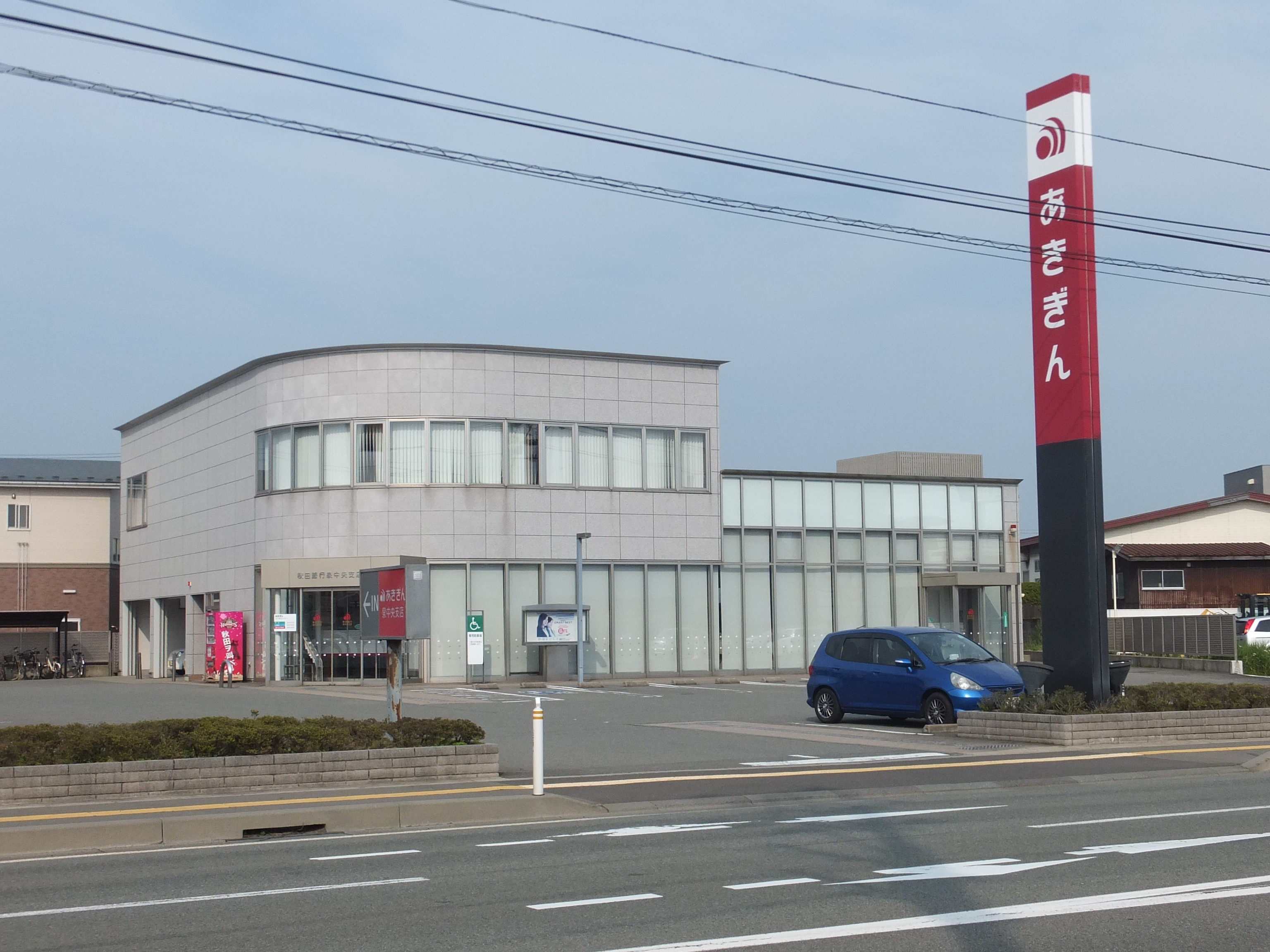
秋田銀行泉中央支店
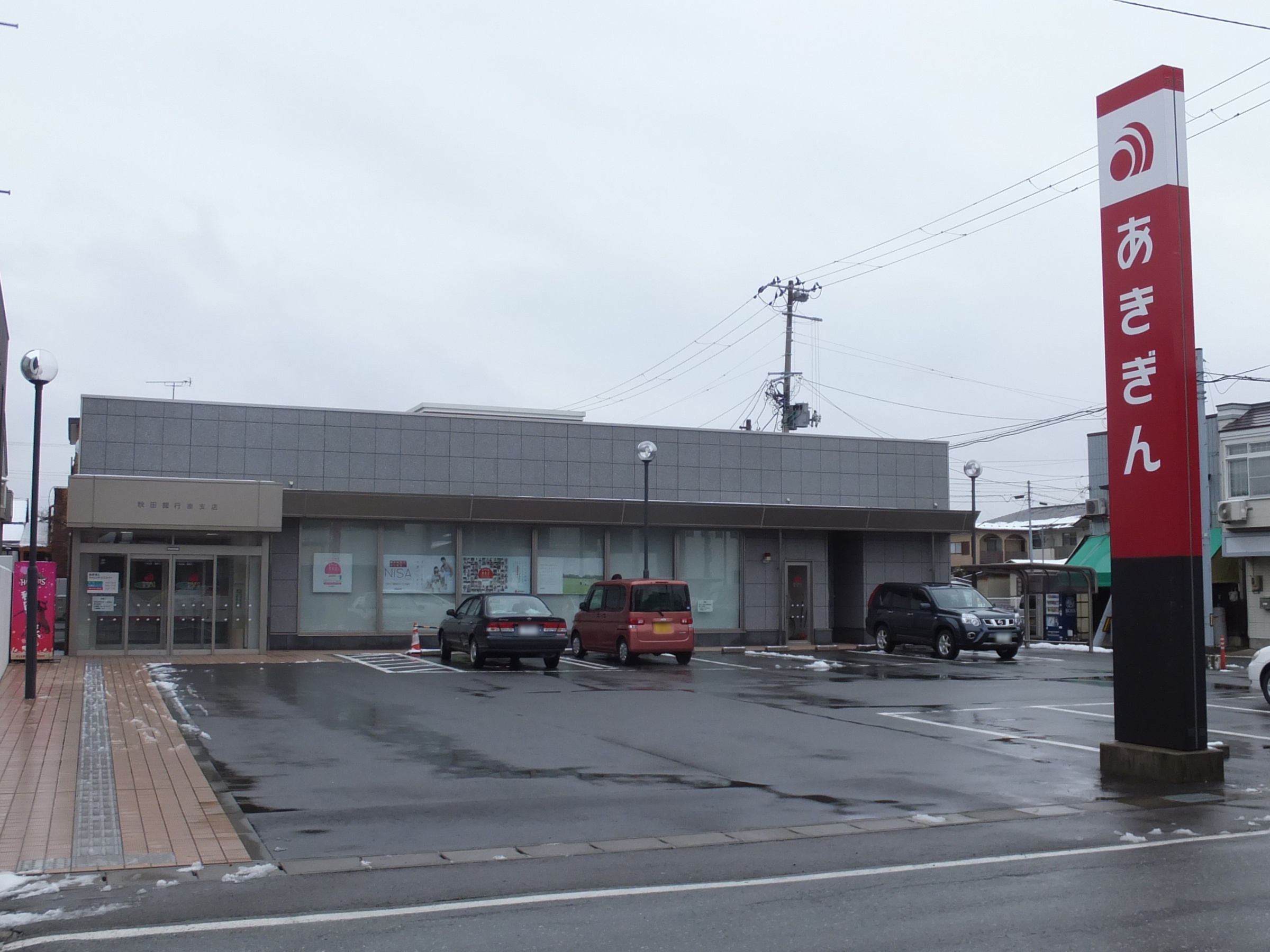
秋田銀行泉支店
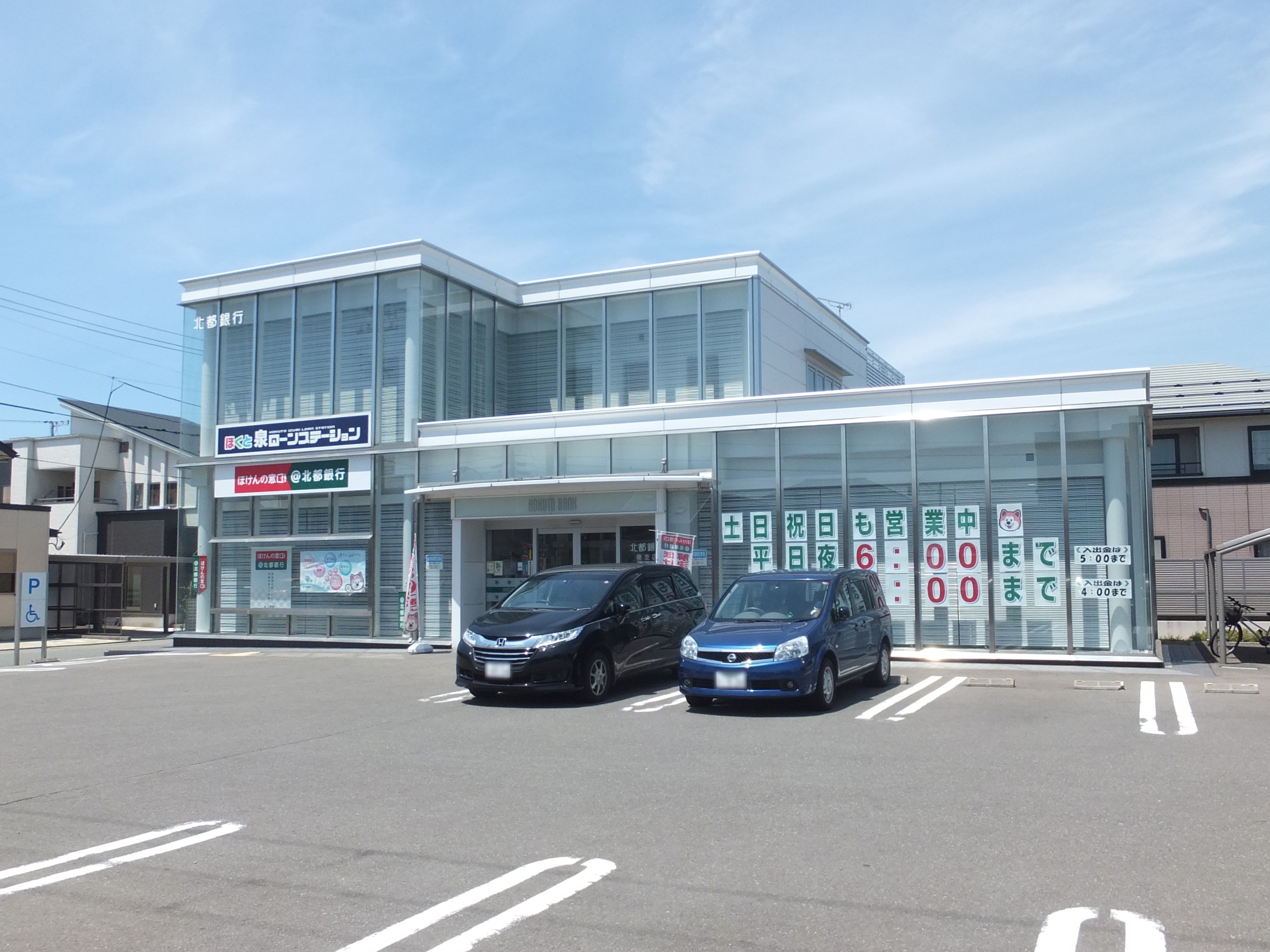
北都銀行泉支店
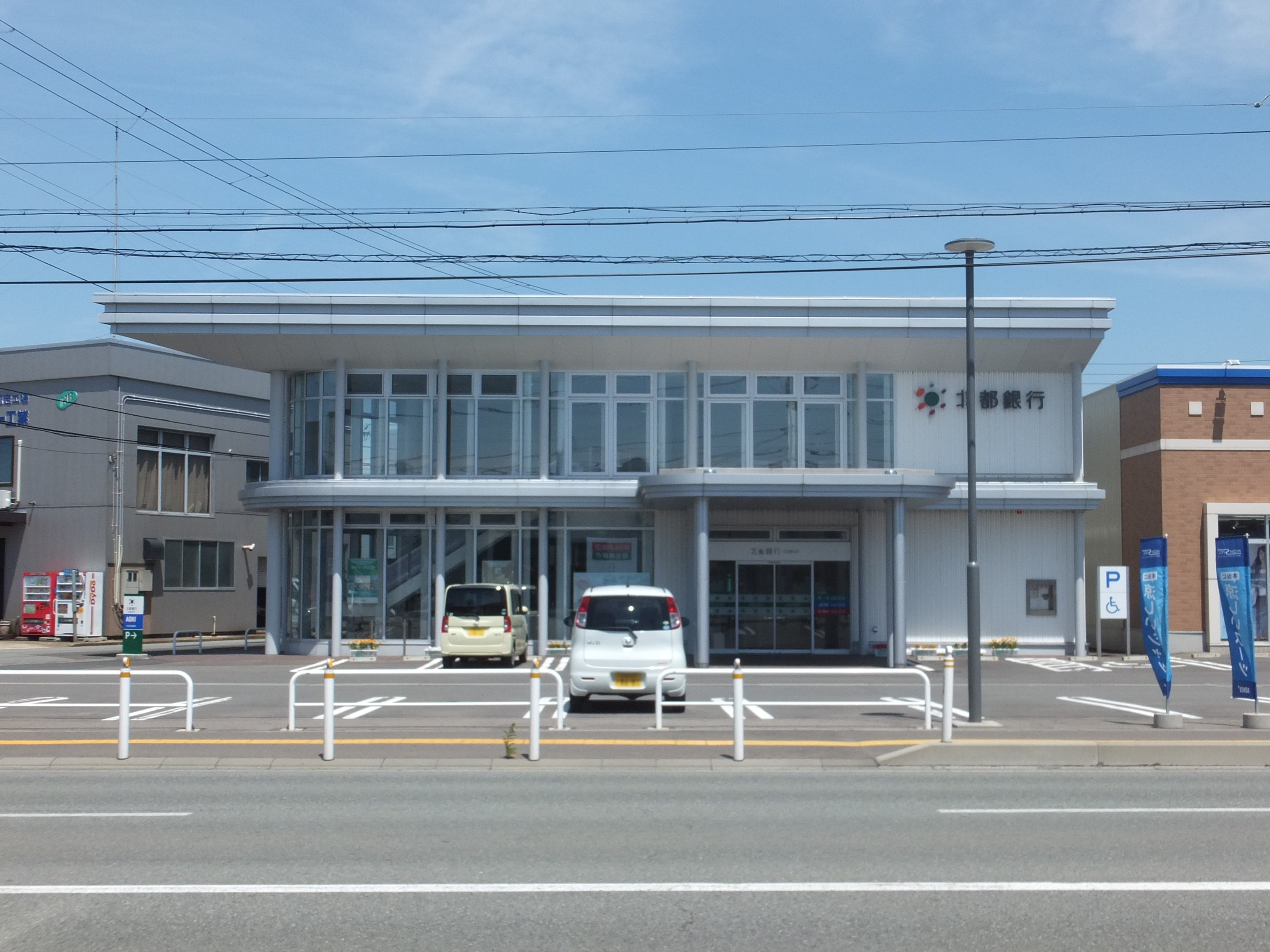
北都銀行新国道支店
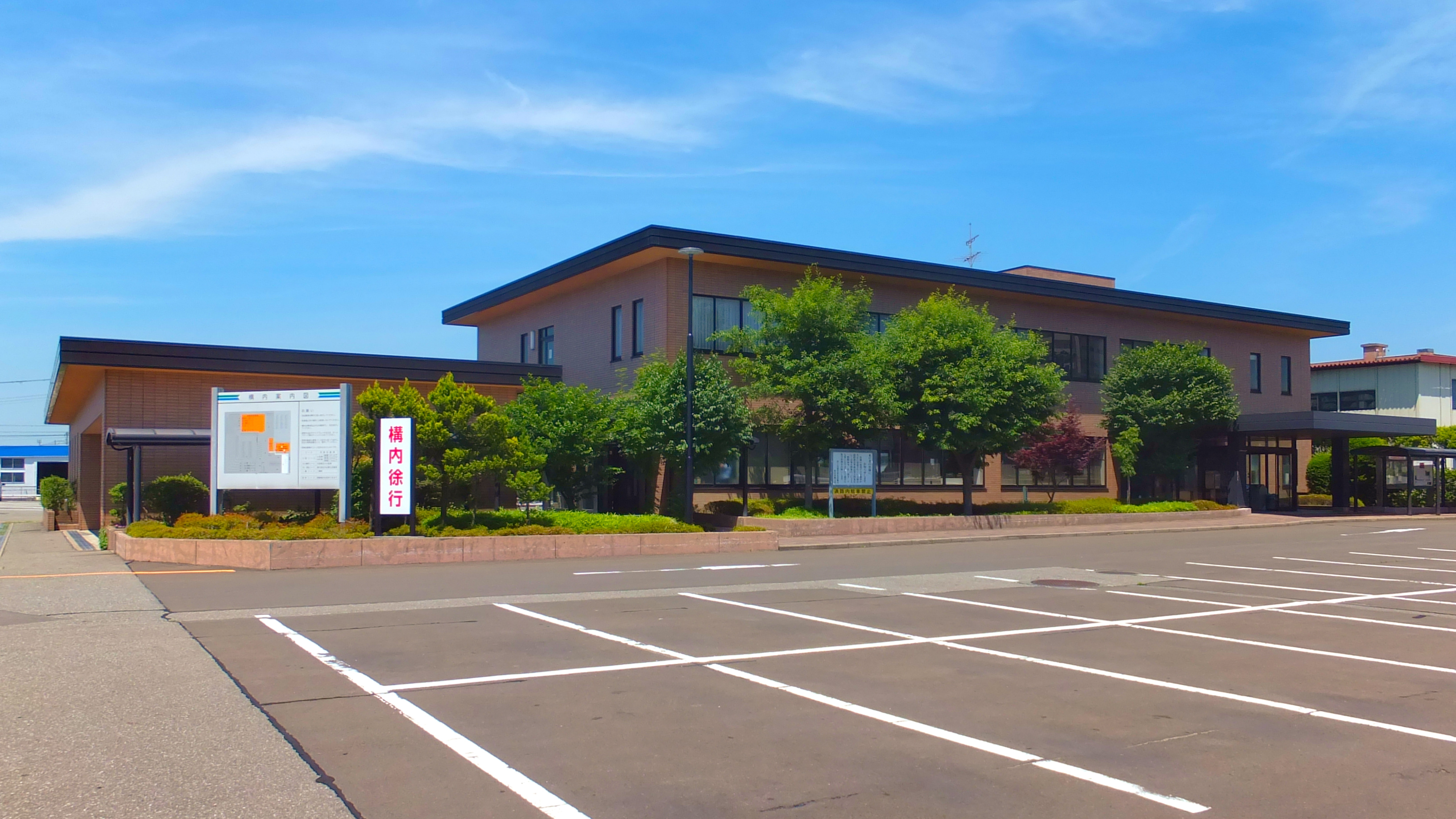
秋田運輸支局

## 著名出身者
- 荻原麟次郎（秋田市長）
- 富樫豪 (サッカー選手)
- 船川琢之介（サッカー選手）